# Episiphon kiaochowwanense
Episiphon kiaochowwanense är en blötdjursart som beskrevs av Tchang och Tsi 1950. Episiphon kiaochowwanense ingår i släktet Episiphon och familjen Gadilinidae. Inga underarter finns listade i Catalogue of Life.